# Epiperipatus tucupi
Epiperipatus tucupi är en klomaskart som beskrevs av Froehlich 1968. Epiperipatus tucupi ingår i släktet Epiperipatus och familjen Peripatidae. Inga underarter finns listade i Catalogue of Life.